# Giuseppe Scalia (politico)
Giuseppe Scalia, detto Pippo (Aragona, 6 maggio 1962), è un politico italiano.

## Biografia
Negli anni '80 aderisce al MSI-DN. È stato deputato all'Assemblea regionale siciliana, eletto nel collegio provinciale di Agrigento, dal 1996 al 2001 per Alleanza Nazionale, dove è stato presidente della Commissione speciale Cee.
Scalia nel 2001 è stato eletto per la prima volta alla Camera dei deputati nella XIV Legislatura in virtù di una candidatura nel collegio maggioritario di Agrigento con un collegamento alla lista civetta Abolizione dello scorporo. Durante il mandato parlamentare è stato componente della Commissione Ambiente.
Riconfermato nel 2006 alla Camera nella legislatura successiva in virtù di una candidatura nella lista di Alleanza Nazionale per la circoscrizione Sicilia 1, è stato nominato componente della Commissione Politiche dell'Unione europea.
Entrato a far parte del governo regionale siciliano guidato da Salvatore Cuffaro come assessore al Lavoro nel mese di luglio 2006, in dicembre si è dimesso dall'incarico per incompatibilità con il mandato parlamentare. Il 14 dicembre diviene coordinatore regionale del suo partito in Sicilia, carica confermata al congresso regionale di Palermo nel luglio 2007. Scalia è stato componente della direzione nazionale di Alleanza Nazionale.
Rieletto alla Camera nel 2008 nella lista PdL, nel 2010 popo il crescente dissenso fra Berlusconi e Fini, esce dal PdL e aderisce a Futuro e Libertà per l'Italia, diventandone coordinatore in Sicilia.
Si dimette da coordinatore regionale il 6 luglio 2011 e il 22 luglio, insieme ad Adolfo Urso e Andrea Ronchi si dimette da FLI ed entra nel gruppo misto.
Il 22 novembre 2011 Scalia è tra i fondatori con altri ex esponenti di Futuro e Libertà già usciti dal partito per sostenere il Governo Berlusconi Adolfo Urso, Andrea Ronchi e Antonio Buonfiglio, la componente "Fareitalia per la Costituente Popolare" di cui Buonfiglio è eletto capogruppo e vicepresidente del Gruppo misto.
Alle elezioni regionali siciliane dell'ottobre 2012 si candida per un seggio all'ARS nel collegio di Agrigento nella lista Musumeci Presidente, non risultando eletto.
Per le politiche Fare Italia stringe un'alleanza elettorale con il PdL, ma Scalia non è ricandidato e conclude il mandato alla Camera nel marzo 2013.